# Sadegh Ghotbzadeh

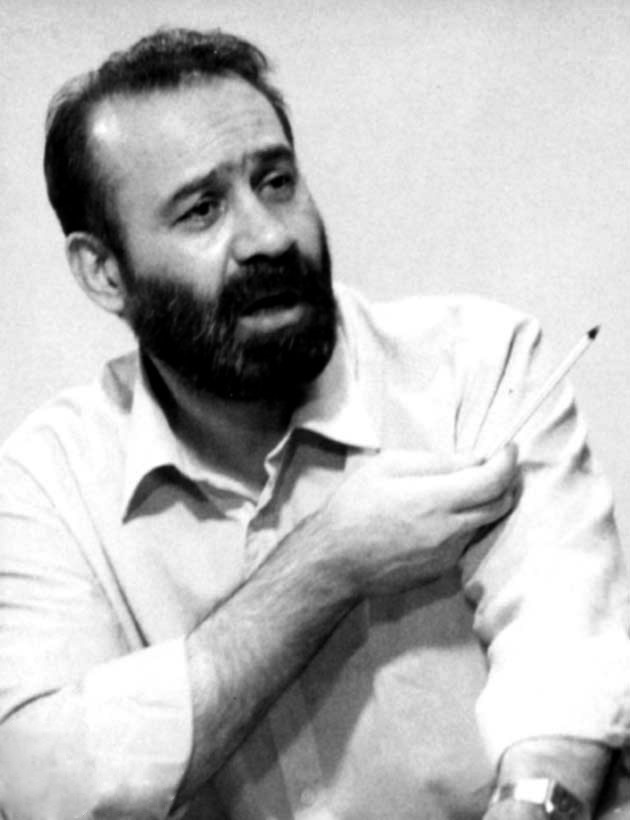
Ghotbzadeh vor Gericht (1982)

Sadegh Ghotbzadeh  (persisch صادق قطب‌زاده, DMG Ṣādeq Qoṭbzāde; * 1936; † 15. September 1982) war vom 28. November 1979 bis August 1980 iranischer Außenminister.

## Politik

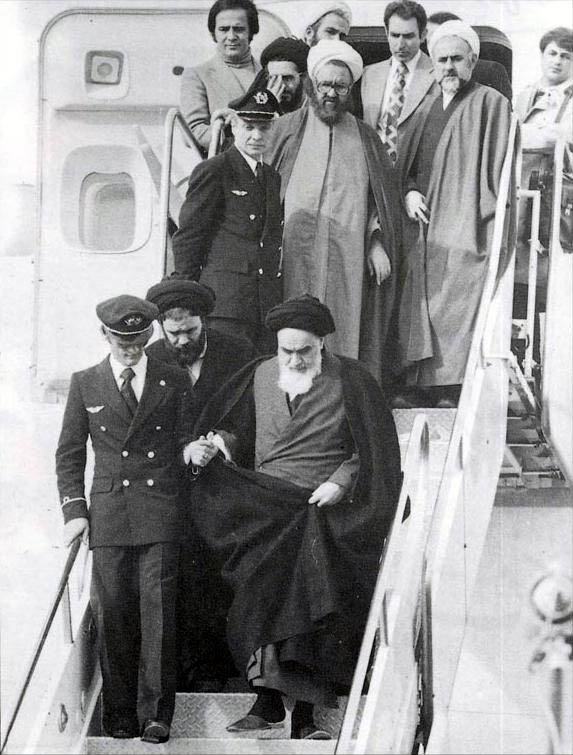
Ghotbzadeh (oben links) mit Chomeini bei seiner Rückkehr aus dem Exil am 1. Februar 1979 am Flughafen in Teheran

Bereits während des Exils von Chomeini in Frankreich, dessen Einreise Ghotbzadeh, der zu dieser Zeit in Frankreich lebte, erst ermöglichte, gehörte er zum engsten Beraterkreis des Revolutionsrates und soll an der Ausarbeitung der iranischen Verfassung beteiligt gewesen sein. Nach der Rückkehr des Revolutionsführers wurde er von Chomeini zum Leiter der staatlichen iranischen Rundfunk- und Fernsehanstalten (NIRT) ernannt. Als Nachfolger von Banisadr wurde er am 28. November 1979 Außenminister des Iran und leitete die Verhandlungen der Geiselnahme von Teheran, deren Lösung maßgeblich von Mohammad Beheschtis Islamisch-Republikanischer Partei beeinflusst wurde. Ghotbzadeh lehnte, nach seinen Angaben, die Geiselnahme ab.

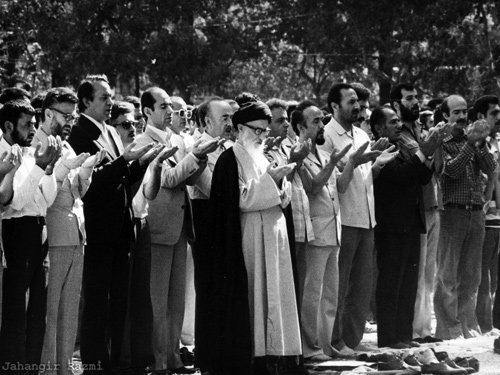
Sadegh Ghotbzadeh (dritter von links) beim Freitagsgebet unter Leitung von Großajatollah Taleghani

In dem Konflikt zwischen Ajatollah Chomeini und Großajatollah Schariatmadari, der Chomeini der Irrlehren und Verbrechen bezichtigte, bezog der Mossadeghs Idealen nahestehende Ghotbzadeh eine nicht systemkonforme Stellung. Am 4. April 1982 wurde er aufgrund dieser angeblichen Verschwörung verhaftet und vor Gericht gestellt.
Ghotbzadeh gestand am 20. April 1982 vor laufenden Fernsehkameras, eine Regierungsumbildung mit Hilfe der Armee und angeblich die Beseitigung von Chomeini geplant zu haben, Schariat-Madari hätte darüber Bescheid gewusst. Schariat-Madari, der von der religiösen Position über Chomeini stehende Großajatollah und noch einzig verbliebener Konkurrent um die Macht, wurde daraufhin unter Hausarrest gestellt.
Ghotbzadeh wurde am 15. September 1982 hingerichtet.